# Saccostrea cuccullata
Saccostrea cuccullata är en musselart. Saccostrea cuccullata ingår i släktet Saccostrea och familjen ostron. Inga underarter finns listade i Catalogue of Life.